# VI wojna syryjska
VI wojna syryjska - konflikt zbrojny, który toczył się w latach 170-168 p.n.e pomiędzy Egiptem Ptolemejskim pod wodzą Ptolemeusza VI a Imperium Seleukidów pod przywództwem Antiocha IV. 

## Przyczyny konfliktu
Główną przyczyną wybuchu tej wojny był spór pomiędzy tymi dwoma państwami o Celesyrię i Palestynę. Tym razem ziemie te chciał odbić Egipt, który utracił je w 200 p.n.e. w wyniku V wojny syryjskiej.  

## I etap wojny
W 169 p.n.e rozpoczęły się działania wojenne. Antioch IV wkroczył wraz ze swą armią na teren Egiptu. Wojska ptolemejskie poniosły druzgoczącą klęskę pod Peluzjon, które było niezwykle ważnym portem i twierdzą. Stamtąd władca  seleudzki wyruszył wzdłuż wschodniego brzegu Delty Nilu ku Memfis, a następnie ku ówczesnej stolicy Egiptu - Aleksandrii. Przystąpił do oblężenia stolicy wroga. Jednak wkrótce zwinął oblężenie. Uczynił tak ze względu na to, że nie miał wystarczających sił lądowych, ale przede wszystkim nie posiadał floty, która mogłaby dokonać blokady portu. Toteż postanowił wycofać się z powrotem do Syrii. Zostawił jednak silny garnizon w Peluzjon, z myślą o kontynuacji wojny w późniejszym czasie. 

## II etap wojny. Interwencja Rzymu
W 168 p.n.e Antioch IV zdecydował się na kontynuację wojny. Ponownie znalazł się w Egipcie. Ptolemeusze postanowili poprosić Rzym o ratunek. Początkowo Rzymianie nie śpieszyli się z tym, gdyż sami prowadzili wówczas wojnę z Macedonią. Jednak sukces w bitwie pod Pydną i ostateczne zwycięstwo w wojnie zmieniło nastawienie Rzymian wobec konfliktu toczącego się na Bliskim Wschodzie. Postanowili wówczas wysłać do Egiptu legata Gajusza Popiliusza Laenasa. Doszło do spotkania Rzymianina z Antiochem IV w Eleusis (przedmieścia Aleksandrii). Władca seleudzki otrzymał list od Senatu. Senat żądał od niego opuszczenia Egiptu i Cypru. Nie miał innego wyjścia jak się zgodzić. Obawiał się konfliktu z Rzymem, który był wówczas potęgą militarną.

## Skutki konfliktu. Spór Antiocha IV z Żydami
W czasie wojny z Egiptem na terenie Palestyny wybuchły zamieszki. Ludność żydowska zbuntowała się przeciwko działaniom Antiocha IV, ponieważ zagarnął on skarb ze świątyni jerozolimskiej. Zamieszki zdławiono siłą. Odtąd w świątyni wierni mieli czcić Zeusa Olimpijskiego. Żydom zakazano przestrzegania Prawa. Mieli też brać udział w kulcie pogańskim. A w Jerozolimie osadzono garnizon wojskowy. Konsekwencją tych działań Antiocha IV było powstanie, którym kierował Juda Machabeusz. Następcy Antiocha IV nie potrafili opanować sytuacji w Palestynie i w rezultacie długoletniego konfliktu w 141 p.n.e Żydzi stworzyli niepodległe państwo, które przetrwało do 63 p.n.e. Upadło ono przez Pompejusza.